# Trigeminostola
Trigeminostola là một chi bướm đêm thuộc họ Noctuidae.